# Аеродромско насеље (Приједор)
Аеродромско насеље, често помјешано са комшијским насељем “Урије” највеће новоизграђено насеље након рата у БиХ.
Назив је добило по томе, што се налази у непосредној близини спортског аеродрома Приједор У насељу је у периоду послије 1998. изграђено преко 400 кућа, и населило се око 2500 људи. Раније је површина насеља била обрадиво земљиште пољопривредне задруге Расадник.

## Демографија
Највећи број становништва овог насеља, доселио се у Приједор из Федерације БиХ и Хрватске током ратних збивања. Након рата, општина им је уз привилегије додјељивала земљу, тако да се у кратком периоду развило ово насеље.